# Lục quân Quân đội nhân dân Việt Nam
Các lực lượng Binh chủng hợp thành, cũng được gọi chung là Lục quân, là bộ phận chính cấu thành nên Quân đội Nhân dân Việt Nam. Lục quân có quân số khoảng từ 400-500 ngàn người và lực lượng dự bị khoảng gần 5 triệu người chiếm đến trên 80% nhân lực của Quân đội nhân dân Việt Nam. Lục quân chiếm vị thế hết sức quan trọng trong quân đội. Do vậy, Lục quân Việt Nam đã không được tổ chức thành 1 bộ tư lệnh riêng mà đặt dưới sự chỉ đạo, chỉ huy trực tiếp của Bộ Quốc phòng, Bộ Tổng tham mưu, sự chỉ đạo chuyên ngành của các tổng cục và cơ quan chức năng khác. 
Đến năm 2030, Quân đội nhân dân Việt Nam dự kiến lấy cấp sư đoàn làm đơn vị cơ bản để xây dựng và chính thức thành lập Quân chủng Lục quân, có thể xây dựng theo các mô hình: sư đoàn mạnh, tăng thêm về tăng thiết giáp, pháo binh, phòng không, có thể biên chế trung đoàn bộ binh cơ giới; sư đoàn nhẹ, tổ chức như sư đoàn hiện nay biên chế ở cấp quân khu, nhất là quân khu ở địa hình rừng núi. Tổ chức Bộ Tư lệnh Lục quân chỉ huy lực lượng cơ động chiến lược gồm các sư đoàn mạnh và các lữ đoàn binh chủng hiện đại.

## Tổ chức
Tổ chức của lục quân theo binh chủng gồm có bộ binh, bộ binh cơ giới, pháo binh, đặc công, công binh, thông tin-liên lạc... Lục quân được phân làm hai lực lượng cơ bản.
Lục quân chủ lực bao gồm lực lượng lục quân trực thuộc bộ và lục quân các quân khu:
- Lục quân trực thuộc bộ: gồm 2 quân đoàn bộ binh hợp thành lần lượt là: Quân đoàn 12, Quân đoàn 34, các lữ đoàn trực thuộc các binh chủng của Lục quân.
- Lục quân trực thuộc quân khu gồm 7 quân khu, mỗi quân khu có từ 2 - 4 sư đoàn bộ binh, một vài trung đoàn bộ binh độc lập, các trung - lữ đoàn binh chủng lục quân.
Lục quân địa phương: tại các địa phương, lục quân gần như đơn thuần là bộ binh, lực lượng binh chủng chủ yếu báo vệ địa phương. Lục quân địa phương cũng được chia làm hai bộ phận căn bản:
- Lực lượng trực thuộc các tỉnh thành: Mỗi tỉnh có từ 1 - 2 trung đoàn bộ binh, 1 tiểu đoàn pháo và các đại đội binh chủng.
- Lực lượng trực thuộc các quận huyện: gồm các ban chỉ huy quân sự các quận huyện, 1 - 2 tiểu đoàn dự bị động viên, 1 trung đội - 1 đại đội bộ binh thường trực.
Lục quân Việt Nam không tổ chức thành bộ tư lệnh riêng mà đặt dưới sự chỉ đạo, chỉ huy trực tiếp của Bộ Quốc phòng, Bộ Tổng tham mưu, Tổng cục Chính trị; sự chỉ đạo chuyên ngành của các tổng cục và cơ quan chức năng khác. Khi mới thành lập, Quân đội nhân dân Việt Nam chỉ có lục quân với bộ binh là chính. Qua quá trình xây dựng, Lục quân đã từng bước phát triển cả về quy mô tổ chức và lực lượng phù hợp với điều kiện, hoàn cảnh và phương thức tác chiến của chiến tranh nhân dân Việt Nam.

### Quân khu
Quân khu là tổ chức quân sự có nhiệm vụ trấn giữ một địa bàn trên lãnh thổ Việt Nam. Mỗi quân khu có một số đơn vị gồm các sư đoàn và trung đoàn chủ lực. Quân khu cũng tổ chức và chỉ huy các đơn vị bộ đội địa phương và dân quân tự vệ trên địa bàn quân khu.

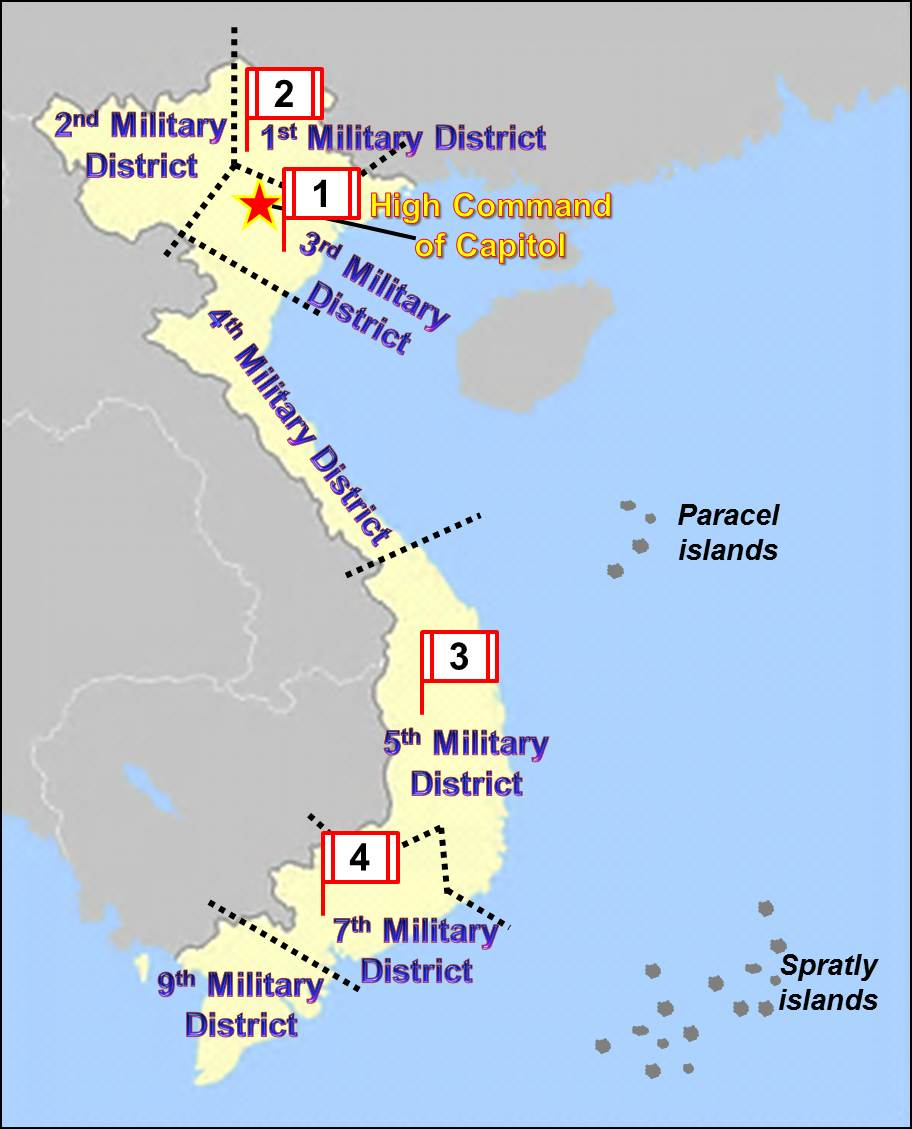
Bản đồ phân bố các quân khu ở Việt Nam.

- Bộ tư lệnh Thủ đô Hà Nội
- Quân khu 1
- Quân khu 2
- Quân khu 3
- Quân khu 4
- Quân khu 5
- Quân khu 7
- Quân khu 9

### Quân đoàn
Quân đoàn là đơn vị cơ động chiến lược của Lục quân trực thuộc Bộ Quốc phòng được bố trí để bảo vệ các vùng trọng yếu của quốc gia và thực hiện các nhiệm vụ quân sự theo sự điều động của Bộ Quốc phòng. Quân đoàn bao gồm các sư đoàn và các đơn vị nhỏ hơn.
- Quân đoàn 12 Ngày 29/11, tại Ninh Bình, Bộ Quốc phòng tổ chức hội nghị tiếp nhận nguyên trạng các cơ quan, đơn vị thuộc Quân đoàn 1, Quân đoàn 2 và Phân viện 5 (Bệnh viện 7, Quân khu 3) về Quân đoàn 12.
- Quân đoàn 34 Quân đoàn được thành lập ngày 10 tháng 12 năm 2024 tại thành phố Pleiku, tỉnh Gia Lai trên cơ sở sáp nhập Quân đoàn 3 và Quân đoàn 4.

Các quân đoàn cũ:
- Quân đoàn 1 - Quyết Thắng (điều chuyển về Quân đoàn 12)
- Quân đoàn 2 - Hương Giang (điều chuyển về Quân đoàn 12)
- Quân đoàn 3 - Tây Nguyên (điều chuyển về Quân đoàn 34)
- Quân đoàn 4 - Cửu Long (điều chuyển về Quân đoàn 34)

### Binh chủng
| Bộ binh | Tăng - Thiết giáp   | Pháo binh | Đặc công            | Bộ binh cơ giới | Công binh | Quân y   | Thông tin - Liên lạc |
| ------- | ------------------- | --------- | ------------------- | --------------- | --------- | -------- | -------------------- |
|         |                     |           |                     |                 |           |          |                      |
| Lái xe  | Quân khí - Kỹ thuật | Hóa học   | Hậu cần - Tài chính | Quân pháp       | Văn công  | Thể công | Quân nhạc            |
|         |                     |           |                     |                 |           |          |                      |

## Quân hàm
|                       | Sĩ quan          | Sĩ quan      | Sĩ quan     | Sĩ quan     | Sĩ quan   | Sĩ quan   | Sĩ quan  | Sĩ quan  | Sĩ quan | Sĩ quan   | Sĩ quan  | Sĩ quan  |
| Cấp Tướng             | Cấp Tướng        | Cấp Tướng    | Cấp Tướng   | Cấp Tá      | Cấp Tá    | Cấp Tá    | Cấp Tá   | Cấp Úy   | Cấp Úy  | Cấp Úy    | Cấp Úy   |          |
| --------------------- | ---------------- | ------------ | ----------- | ----------- | --------- | --------- | -------- | -------- | ------- | --------- | -------- | -------- |
| Cấp hiệu trên cầu vai |                  |              |             |             |           |           |          |          |         |           |          |          |
| Cấp bậc Quân hàm      | Đại tướng        | Thượng tướng | Trung tướng | Thiếu tướng | Đại tá    | Thượng tá | Trung tá | Thiếu tá | Đại úy  | Thượng úy | Trung úy | Thiếu úy |
|                       | Học viên         | Hạ sĩ quan   | Hạ sĩ quan  | Hạ sĩ quan  | Chiến sĩ  | Chiến sĩ  |          |          |         |           |          |          |
| Cấp hiệu trên cầu vai |                  |              |             |             |           |           |          |          |         |           |          |          |
| Cấp bậc Quân hàm      | Học viên Sĩ quan | Thượng sĩ    | Trung sĩ    | Hạ sĩ       | Binh nhất | Binh nhì  |          |          |         |           |          |          |

## Trang bị
Lục quân Việt Nam được trang bị theo hướng hiện đại, gọn nhẹ, có khả năng cơ động cao, có sức đột kích và hoả lực mạnh, có khả năng tác chiến trong các điều kiện địa hình, thời tiết, khí hậu, phù hợp với nghệ thuật chiến tranh nhân dân hiện đại. Trải qua thử thách trong các cuộc chiến tranh giải phóng và bảo vệ Tổ quốc, Lục quân đã từng bước trưởng thành, luôn hoàn thành xuất sắc mọi nhiệm vụ và tạo nên truyền thống vẻ vang. Tất cả các quân đoàn, hầu hết các binh chủng và nhiều đơn vị của Lục quân đã được tặng danh hiệu Anh hùng Lực lượng Vũ trang nhân dân.

### Xe tăng, xe bọc thép, pháo tự hành
| Ảnh                       | Chủng loại                | Nguồn gốc                 | Loại                         | Phiên bản                 | Số lượng hoạt động         | Chú thích |
| Xe tăng chiến đấu chủ lực | Xe tăng chiến đấu chủ lực | Xe tăng chiến đấu chủ lực | Xe tăng chiến đấu chủ lực    | Xe tăng chiến đấu chủ lực | Xe tăng chiến đấu chủ lực  | Xe tăng chiến đấu chủ lực                                                                                           |
| ------------------------- | ------------------------- | ------------------------- | ---------------------------- | ------------------------- | -------------------------- | --- |
|                           | T-34                      | Liên Xô                   | Xe tăng chiến đấu hạng trung | T-34-85                   | 45                         | Chỉ dùng để huấn luyện, một số được tháo tháp pháo và cải tạo thành pháo phòng thủ bờ biển trên các đảo của nước ta |
|                           | T-54/55                   | Liên Xô                   | Xe tăng chiến đấu hạng trung | T-54/55                   | ~850                       | Đang nâng cấp lên chuẩn T-55M                                                                                       |
|                           | T-62                      | Liên Xô                   | Xe tăng chiến đấu hạng trung | T-62                      | ~70                        | Đang nâng cấp lên chuẩn T-55M                                                                                       |
|                           | T-90                      | Nga                       | Xe tăng chiến đấu chủ lực    | T-90S/SK                  | 64                         | Đã chuyển giao 64 chiếc                                                                                             |
|                           | Type 59                   | Trung Quốc                | Xe tăng chiến đấu hạng trung | Type 59                   | 350                        | |
| Xe tăng lội nước          |                           |                           |                              |                           |                            | |
|                           | PT-76                     | Liên Xô                   | Xe tăng lội nước             | PT-76                     | 300                        | |
|                           | PT-85                     | CHDCND Triều Tiên         | Xe tăng lội nước             | PT-85                     | 150                        | |
|                           | Type 62                   | Trung Quốc                | Xe tăng lội nước             | Type 62                   | 200                        | |
|                           | Type 63                   | Trung Quốc                | Xe tăng lội nước             | Type 63                   | 320                        | |
| Xe chiến đấu bộ binh      |                           |                           |                              |                           |                            | |
|                           | BMP-1                     | Liên Xô                   | Xe chiến đấu bộ binh         | BMP-1                     | ~300                       | |
|                           | BMP-2                     | Liên Xô                   | Xe chiến đấu bộ binh         | BMP-2                     | ~300                       | |
| Xe thiết giáp chở quân    |                           |                           |                              |                           |                            | |
|                           | BTR-40                    | Liên Xô                   | Xe thiết giáp chở quân       | BTR-40                    | 100                        | |
|                           | BTR-60                    | Liên Xô                   | Xe thiết giáp chở quân       | BTR-60PB                  | 400                        | |
|                           | BTR-152                   | Liên Xô                   | Xe thiết giáp chở quân       | BTR-140                   | 560                        | |
|                           | M-113                     | Hoa Kỳ                    | Xe thiết giáp chở quân       | M-113                     | 200                        | |
|                           | Type 63                   | Trung Quốc                | Xe thiết giáp chở quân       | Xe tăng hạng nhẹ kiểu 63  | 80                         | |
| Xe thiết giáp trinh sát   |                           |                           | Xe thiết giáp chở quân       |                           |                            | |
|                           | BRDM-1                    | Liên Xô                   | Xe thiết giáp trinh sát      | BRDM-1                    | 50                         | |
|                           | BRDM-2                    | Liên Xô                   | Xe thiết giáp trinh sát      | BRDM-1                    | 200                        | |
|                           | Cadillac Gage Commando    | Hoa Kỳ                    | Xe thiết giáp trinh sát      | Cadillac Gage Commando    | Chuyển giao cho Bộ Công an | |
| Pháo mặt đất tự hành      |                           |                           | Xe thiết giáp trinh sát      |                           |                            | |
|                           | SU-100                    | Liên Xô                   | Pháo tự hành chống tăng      | SU-100                    | 100                        | |
|                           | 2S1 Gvozdika              | Liên Xô                   | Pháo tự hành                 | 2S1 Gvozdika              | 150                        | |
|                           | 2S3 Akatsiya              | Liên Xô                   | Pháo tự hành                 | 2S3 Akatsiya SPG          | 50~70                      | |
|                           | Pháo tự hành M101         | Việt Nam                  | Pháo tự hành                 | URAL M101                 | Không xác định             | |
| Pháo phòng không tự hành  |                           |                           |                              |                           |                            | |
|                           | ZSU-23-4 Shilka           | Liên Xô                   | Pháo phòng không tự hành     | ZSU-23-4 Shilka           | 100                        | |
|                           | ZSU-57-2                  | Liên Xô                   | Pháo phòng không tự hành     | ZSU-57-2                  | Không xác định             | |

### Pháo - Súng cối
| Chủng loại      | Nguồn gốc  | Loại                                                                            | Số lượng hoạt động |
| --------------- | ---------- | ------------------------------------------------------------------------------- | ------------------ |
| 2S1 Gvozdika    | Liên Xô    | Pháo tự hành 122mm                                                              | 100-150            |
| 2S3 Akatsiya    | Liên Xô    | Pháo tự hành 152mm                                                              | 50-70              |
| SU-100          | Liên Xô    | Pháo tự hành chống tăng 100mm                                                   | 100                |
| ZSU-23-4 Shilka | Liên Xô    | Pháo phòng không tự hành 23mm 4 nòng                                            | 100                |
| ZU-23-2         | Liên Xô    | Pháo phòng không 23mm 2 nòng                                                    | Chưa rõ            |
| 61-K            | Liên Xô    | Pháo phòng không 37mm (1 hoặc 2 nòng)                                           | Chưa rõ            |
| S-60            | Liên Xô    | Pháo phòng không 57mm                                                           | Chưa rõ            |
|                 | Liên Xô    | Súng cối 60mm (nhiều phiên bản)                                                 | Chưa rõ            |
|                 | Liên Xô    | Súng cối 82mm (nhiều phiên bản)                                                 | Chưa rõ            |
| 120-PM-38M      | Liên Xô    | Súng cối hạng nặng 120 mm cải tiến                                              | Chưa rõ            |
| 120-PM-43       | Liên Xô    | Súng cối hạng nặng 120mm                                                        | Chưa rõ            |
| 2B11            | Liên Xô    | Súng cối hạng nặng 120 mm                                                       | Chưa rõ            |
| M-160           | Liên Xô    | Súng cối hạng nặng 160mm                                                        | Chưa rõ            |
| SPG-9           | Liên Xô    | Pháo không giật 73mm                                                            | Chưa rõ            |
| B-10            | Liên Xô    | Pháo không giật 82mm                                                            | Chưa rõ            |
| D-44            | Liên Xô    | Pháo bắn thẳng 85mm                                                             | Chưa rõ            |
| BS-3            | Liên Xô    | Lựu pháo 100mm                                                                  | Chưa rõ            |
| D-30            | Liên Xô    | Lựu pháo 122 mm                                                                 | 450                |
| D-74            | Liên Xô    | Lựu pháo 122 mm                                                                 | Chưa rõ            |
| M-46            | Liên Xô    | Lựu pháo nòng dài 130mm                                                         | 250                |
| D-20            | Liên Xô    | Lựu pháo 152mm                                                                  | 350                |
| BM-14           | Liên Xô    | Pháo phản lực phóng loạt 140mm 16 ống                                           | 400                |
| BM-21           | Liên Xô    | Pháo phản lực phóng loạt 122mm 40 ống                                           | 350                |
| ĐKB             | Liên Xô    | Pháo phản lực mang vác 122mm (1 ống phóng đơn phóng đạn BM-21 để tiện mang vác) | Chưa rõ            |
|                 | Trung Quốc | Súng cối 100mm                                                                  | Chưa rõ            |
| M107            | Hoa Kỳ     | Pháo tự hành 175mm                                                              | Chưa rõ            |
| M2A1            | Hoa Kỳ     | Lựu pháo 105mm                                                                  | Chưa rõ            |
| M-114           | Hoa Kỳ     | Lựu pháo 155mm                                                                  | 100                |
|                 | Việt Nam   | Súng cối giảm âm 50mm                                                           | Chưa rõ            |
| EXTRA           | Israel     | Pháo phản lực                                                                   | Chưa rõ            |

### Tên lửa mặt đất
| Chủng loại      | Nguồn gốc | Loại                                               |
| --------------- | --------- | -------------------------------------------------- |
| 3M11 Falanga    | Liên Xô   | Tên lửa chống tăng (sử dụng trên trực thăng Mi-24) |
| 9M14 Malyutks   | Liên Xô   | Tên lửa chống tăng                                 |
| 9K11 Fagot      | Liên Xô   | Tên lửa chống tăng                                 |
| 9M113 Konkurs   | Liên Xô   | Tên lửa chống tăng                                 |
| SS-1 Scud B/C/D | Liên Xô   | Tên lửa đạn đạo chiến thuật                        |

### Súng bộ binh
| Chủng loại                    | Nguồn gốc                | Loại |
| Súng ngắn                     | Súng ngắn                | Súng ngắn |
| ----------------------------- | ------------------------ | --- |
| TT-33                         | Liên Xô                  | Súng ngắn 7,62x25mm |
| K-67                          | Liên Xô                  | Súng ngắn giảm thanh |
| PM                            | Liên Xô                  | Súng ngắn 9x18mm |
| Stechkin APS                  | Liên Xô                  | Súng ngắn tự động 9x18mm (trang bị cho đặc công) |
| K-54                          | Trung Quốc               | Phiên bản TT-33 do Trung Quốc sao chép |
| K-59                          | Trung Quốc               | Phiên bản Makarov PM do Trung Quốc sao chép |
| MCP                           | Việt Nam                 | Súng ám sát 2 nòng 7,62mm |
| Walther PP                    | Đức                      | Súng ngắn tự động 9x18 mm |
| CZ 52                         | Tiệp Khắc                | Súng ngắn 7,62x25mm |
| CZ 83                         | Tiệp Khắc                | Súng ngắn biến thể xuất khẩu của CZ 82, CZ 82 lại là phiên bản của PM nhưng tăng số đạn trong hộp tiếp đạn lên 12 viên |
| M1911                         | Hoa Kỳ                   | Súng ngắn.45ACP |
| Súng trường                   |                          | |
| STV                           | Việt Nam                 | Súng trường tấn công Dòng súng trường tấn công STV, viết tắt từ Súng Trường Việt Nam, là một họ súng trường tấn công được sản xuất tại Việt Nam bởi Nhà máy Z111, và tất cả các mẫu đều sử dụng cỡ đạn 7,62×39mm. Tính đến năm 2021, các mẫu súng trường STV-215 và STV-380 được phê chuẩn là súng trường tiêu chuẩn được cấp phát cho Quân đội nhân dân Việt Nam. |
| AK-47                         | Liên Xô / Việt Nam       | Súng trường tấn công |
| AKS                           | Liên Xô / Việt Nam       | Súng trường tấn công (phiên bản báng gập của AK-47, trang bị cho đặc công) |
| CKC                           | Liên Xô / Việt Nam       | Súng carbine bán tự động (trang bị cho dân quân tự vệ) |
| AKM                           | Liên Xô                  | Súng trường tấn công |
| AK-103                        | Nga / Việt Nam           | Súng trường tấn công (sản xuất có giấy phép dưới tên STL-A1), trang bị hạn chế cho một số đơn vị đặc nhiệm |
| APS                           | Liên Xô                  | Súng trường tấn công dưới nước (trang bị cho lực lượng đặc công nước, đặc công người nhái) |
| Mosin Nagant                  | Liên Xô                  | Súng trường chiến đấu (mẫu K44, trang bị cho dân quân địa phương, quân chủ lực không còn sử dụng) |
| K-56                          | Trung Quốc/ Việt Nam     | Súng trường tấn công (phiên bản của AK-47) |
| K-56                          | Trung Quốc               | Là loại khác của CKC (trang bị cho dân quân tự vệ) |
| K-63                          | Trung Quốc/ Việt Nam     | Là loại khác của CKC (sử dụng hộp tiếp đạn 20 viên, trang bị cho dân quân tự vệ) |
| AMD 65                        | Hungary                  | Phiên bản của AKM do Hungary sản xuất |
| Vz. 58                        | Tiệp Khắc                | Súng trường tấn công |
| Galil ACE                     | Israel                   | |
| Tavor TAR-21                  | Israel                   | Súng trường tấn công bullpup của Israel, trang bị cho Hải quân Việt Nam |
| AR-15                         | Hoa Kỳ                   | |
| M-16                          | Hoa Kỳ                   | |
| XM177                         | Hoa Kỳ                   | Súng carbine, nhưng phân loại kỹ chiến thuật chính xác là tiểu liên (trang bị cho đặc công, cảnh sát biển, đặc nhiệm quân báo) |
| M4 Carbine                    | Hoa Kỳ/ Việt Nam         | Súng carbine, Súng trường tấn công, được Việt Nam cải tiến (Phiên bản Việt Nam) |
| M-18                          | Việt Nam                 | Súng carbine, XM177E1 được Việt Nam cải tiến |
| Súng tiểu liên                |                          | |
| PPSh-41                       | Liên Xô                  | Súng tiểu liên (trang bị cho dân quân, lưu trữ) |
| PPS-43                        | Liên Xô                  | Súng tiểu liên (trang bị cho dân quân, lưu trữ) |
| K-50M                         | Việt Nam                 | Súng tiểu liên (sao chép PPSh-41 và sử dụng phụ kiện của PPS-43, trang bị cho dân quân) |
| Uzi                           | Israel                   | Súng tiểu liên (trang bị cho đặc công) |
| PM-63                         | Ba Lan                   | Súng tiểu liên |
| MP5A3                         | Đức / Việt Nam           | Súng tiểu liên (trang bị cho các đơn vị cảnh sát và đặc công là chủ yếu) |
| MP5KA4                        | Đức / Việt Nam           | Súng tiểu liên (biến thể rút ngắn của khẩu MP5, trang bị cho các lực lượng cảnh sát đặc nhiệm) |
| Súng bắn tỉa                  |                          | |
| Mosin Nagant                  | Liên Xô                  | Biến thể bắn tỉa chuyên dụng của phiên bản M91/30, chất lượng nòng tốt hơn, tay kéo khóa nòng cong gập xuống, dùng kính ngắm PU |
| SVD                           | Liên Xô / Nga / Việt Nam | Súng bắn tỉa 7,62mm |
| Súng bắn tỉa hạng nặng 12,7mm | Việt Nam                 | Phát triển, cải tiến từ mẫu KSVK của Nga |
| IMI Galatz                    | Israel                   | Súng bắn tỉa 7,62mm |
| PSG-1                         | Đức                      | Súng bắn tỉa bán tự động 7,62mm (trang bị cho các đơn vị cảnh sát đặc nhiệm) |
| PSL                           | România                  | Phiên bản SVD của Romania |
| Súng máy                      |                          | |
| DShK                          | Liên Xô                  | Súng máy hạng nặng 12,7mm |
| NSV                           | Liên Xô                  | Súng máy hạng nặng 12,7mm |
| KPV                           | Liên Xô                  | Súng máy hạng nặng 14,5 mm |
| PK/PKM                        | Liên Xô                  | Súng máy đa chức năng 7.62mm |
| RPD                           | Liên Xô / Việt Nam       | Súng máy cá nhân 7,62mm |
| RPK                           | Liên Xô / Việt Nam       | Súng máy cá nhân 7,62mm |
| M2-HB                         | Hoa Kỳ                   | Súng máy hạng nặng 12,7mm |
| M-60                          | Hoa Kỳ                   | Súng máy đa chức năng 7,62mm |
| IMI Negev                     | Israel                   | Súng máy cá nhân 5,56mm (trang bị cho hải quân đánh bộ) |
| Súng phóng lựu                |                          | |
| RPG-7                         | Liên Xô                  | Súng chống tăng |
| RPG-2                         | Liên Xô                  | Súng chống tăng (trang bị cho dân quân, lưu trữ) |
| AGS-17                        | Liên Xô                  | Súng phóng lựu tự động |
| RPG-29                        | Nga                      | Súng phóng lựu chống tăng |
| DP-64                         | Nga                      | Súng phóng lựu chống mục tiêu ngầm (trang bị trên Tàu tuần tra cao tốc Mirage nhằm chống tàu ngầm và người nhái) |
| M-72                          | Hoa Kỳ                   | Súng chống tăng, hiện đã cải biến thành súng phóng đạn cháy |
| M79                           | Hoa Kỳ                   | Súng phóng lựu chống bộ binh |
| Milkor MGL                    | Việt Nam                 | Súng phóng lựu ổ quay 6 viên, được tổng cục công nghiệp quốc phòng chế tạo theo mẫu của Nam Phi |
| MATADOR                       | Israel                   | Súng chống tăng vác vai 90 mm (trang bị cho Hải quân Đánh bộ) |
| Khác                          |                          | |
| MP-133                        | Liên Xô                  | Shotgun |
| KS-23                         | Liên Xô                  | Shotgun |
| LPO-50                        | Liên Xô                  | Súng phun lửa |